# 鸡冠牡蛎
鸡冠牡蛎（学名：Lopha cristagalli），又名鋸齒牡蠣:223，是牡蛎科Lopha的一种。

## 分佈及棲息地
主要分布于印度尼西亚、中国大陆、台湾等西太平洋熱帶海域:223，常栖息在低潮线至潮下带56米。